# Sarajevsko primirje
Sarajevsko primirje potpisali su u Sarajevu 2. siječnja 1992. godine s hrvatske strane ministar obrane Gojko Šušak, a u ime JNA general Andrija Rašeta, uz nazočnost posebnog izaslanika glavnog tajnika UN-a Cyrusa Vancea. Sporazum je stupio na snagu sljedećeg dana, 3. siječnja, u 18 sati. Obje zaraćene strane obvezale su se ostati na dosegnutim položajima.
To primirje bilo je preduvjet za početak mirovne operacije UN-a u Hrvatskoj (Vanceov plan). U Rezoluciji Vijeća sigurnosti UN-a broj 727 od 8. siječnja 1992. se: "...pozdravlja potpisivanje[...] sporazuma o primjeni u Sarajevu 2. siječnja 1992 o modalitetima provođenja bezuvjetnog prekida vatre o čemu su obje strane postigle Sporazum 23. studenog 1991. u Ženevi.".
Ciljevi Srbije u Hrvatskoj djelomično su ostvareni ratom 1991., a Sarajevskim mirom i dovođenjem UNPROFOR-a trebalo je političkim sredstvima te malim pomacima (zajednički zračni promet, zajednička valuta i kreditno-monetarni sustav itd.) iskoristiti povoljnu priliku za ujedinjenje srpskih krajina u Hrvatskoj sa SFRJ (od travnja 1992. SRJ). Stupanjem na snagu Sarajevskog primirja okončana je prva, sveobuhvatna faza rata u Hrvatskoj, i nastupila je faza "ni rata ni mira", odnosno sukoba niskog intenziteta, koja će potrajati do kraja 1994., odnosno 1995. godine.
Sarajevsko primirje došlo je u trenutku kad je značajno oslabila inicijativa srpskih snaga, a kad je Hrvatska vojska ojačala brojčano i organizacijski, te u naoružanju i opremi. Sukladno Vanceovom planu, snage JNA izvučene su u Bosnu i Hercegovinu s kompletnim naoružanjem i zalihama, a primirje u Hrvatskoj omogućilo je srpskim snagama vrijeme za pregrupiranje i sljedeću etapu rata u Bosni i Hercegovini, koja je započela početkom travnja 1992., s dalekosežnim posljedicama i za Republiku Hrvatsku.